# よいこのどうよう ベスト50
『よいこのどうよう ベスト50』（よいこのどうよう ベストごじゅう）は、日本コロムビアから1997年9月20日に発売された、童謡のコンピレーション・アルバム。

## 概要
- 日本の童謡を1枚25曲ずつ、2枚組で全50曲収録したコンピレーション・アルバム。

## 収録曲

### Disc 1
- 規格商品番号は、COCC-14618。
- 1.ぞうさん
- 2.いぬのおまわりさん
- 3.やぎさんゆうびん
- 4.おつかいありさん
- 5.とんぼのめがね
- 6.ちょうちょう
- 7.チューリップ
- 8.どんぐりころころ
- 9.めだかの学校
- 10.かわいいかくれんぼ
- 11.からすの赤ちゃん
- 12.はと
- 13.ことりのうた
- 14.おはなしゆびさん
- 15.さっちゃん
- 16.ふしぎなポケット
- 17.むすんでひらいて
- 18.大きな栗の木の下で
- 19.おもちゃのチャチャチャ
- 20.お誕生日のうた
- 21.はしれちょうとっきゅう
- 22.汽車ポッポ
- 23.汽車ぽっぽ
- 24.手をつなごう
- 25.赤とんぼ

### Disc 2
- 規格商品番号は、COCC-14619。
- 1.春よこい
- 2.みかんの花咲く丘
- 3.くつがなる
- 4.赤い帽子 白い帽子
- 5.かもめの水兵さん
- 6.しゃぼん玉
- 7.かたつむり
- 8.てるてる坊主
- 9.雨ふり
- 10.雨ふりお月
- 11.肩たたき
- 12.ないしょ話
- 13.ふたあつ
- 14.花嫁人形
- 15.青い目の人形
- 16.キューピーさん
- 17.おうま
- 18.めえめえこやぎ
- 19.おさるのかごや
- 20.かわいい魚屋さん
- 21.まっててね
- 22.証城寺のたぬきばやし
- 23.グッドバイ
- 24.夕日
- 25.夕やけ小やけ